# Tomcraft
Tomcraft (* 12. Juni 1975 in Regensburg; † 15. Juli 2024; bürgerlich Thomas Brückner), auch DJ Tomcraft, war ein deutscher Techno- und Electro-DJ und international tätiger Musikproduzent.

## Leben und Wirken
Mit 19 Jahren begann Tomcraft eigene Samples zu produzieren und bekam vom Münchner Plattenlabel Kosmo Records seinen ersten Plattenvertrag. Seine DJ-Laufbahn begann er Mitte der 1990er-Jahre unter anderem auf der Münchner Technoparade Union Move.
1995 veröffentlichte er auf Kosmo Records seine erste Platte This is No House. Im Jahr 1996 lernte er den Produzenten Eniac kennen, als beide im Münchner Plattenladen Neutronic arbeiteten, und die beiden begannen, gemeinsam Musik zu produzieren. Mit der im selben Jahr produzierten Single Unicum erfuhren sie ihren Durchbruch, darauf folgten weitere erfolgreiche Titel wie „Mind“, „The Circle“ und „Prosac“. Tomcraft und Eniac arbeiteten bis 2004 als Studioteam zusammen.
Ab Ende der 1990er-Jahre bis 2003 war Tomcraft Resident im Münchner Techno-Club KW – Das Heizkraftwerk.
Tomcrafts Debütalbum All I Got erschien 2001 und konnte sich in den deutschen Charts platzieren. Im Jahr 2002 schaffte es Tomcrafts Track Loneliness auf Platz 1 der Single Charts und der Dance Charts im Vereinigten Königreich sowie in die Top 10 in Ländern wie Australien, Belgien und Deutschland. In dieser Phase produzierte er Remixe für Bands wie die Pet Shop Boys oder die Bloodhound Gang. Als DJ legte er auf Großveranstaltungen wie der Loveparade auf.
Tomcraft betrieb die Münchner Labels Great Stuff Recordings und Craft Music.
Ab April 2015 betrieb er in München zusammen mit Markus „Tower“ Westermann die Bar Bruckmanns.
Er starb am 15. Juli 2024 im Alter von 49 Jahren. Er war verheiratet und Vater von drei Kindern.

## Diskografie

### Alben
- 2001: All I Got
- 2003: Muc
- 2006: HyperSexyConscious
- 2007: For The Queen
- 2013: 20 Years

### Singles
- 1996: Unicum
- 1997: The Circle
- 1998: Mind
- 1999: The Lord
- 1999: The Mission
- 2000: Versus (vs. Sunbeam)
- 2000: Silence
- 2001: Prosac
- 2001: Overdose
- 2003: Loneliness
- 2003: Into The Light
- 2003: Brainwashed (Call You)
- 2004: Another World (mit Sonique)
- 2006: Sureshot (mit Sido und Tai Jason)
- 2006: Broadsword Calling Danny Boy (feat. Jimmy Pop)
- 2010: Loneliness 2010
- 2010: Room 414 (Can't get away)
- 2010: A Place Called Soul
- 2011: Tell Mummy
- 2012: Zounds of Arca
- 2012: Rock ’N’ Roller
- 2012: Get It Played
- 2012: The Noyz (feat. Sam Obernik)
- 2012: Supersonic (feat. Sister Bliss)
- 2013: Loneliness 2K13
- 2013: U Got 2 Know
- 2013: Iron Raver
- 2013: Hey!
- 2014: Driver
- 2016: Anybody (feat. Gil Ofarim)

### Remixe (Auswahl)
- 1996: B.B.E. – Seven Days & One Week
- 1998: Phil Fuldner – S_Express
- 2001: Da Hool – Meet Her At The Love Parade
- 2001: Schiller mit Heppner – Dream of You
- 2002: RMB – Redemption 2.0
- 2002: Tillmann Uhrmacher – Friends
- 2002: Marco V – Simulated
- 2002: Kai Tracid – Trance & Acid
- 2002: Andain – Summer Calling
- 2002: Cosmic Gate – Exploration of Space
- 2003: Sonique – Alive
- 2003: Düse – Nackig
- 2004: Pet Shop Boys – Flamboyant
- 2005: Bloodhound Gang – Uhn Tiss Uhn Tiss Uhn Tiss
- 2007: Niels van Gogh vs. Eniac – Pulverturm 2.0
- 2007: Mason vs. Princess Superstar – Perfect (Exceeder)

## Auszeichnungen
- Dance Music Award
  - 2003: in der Kategorie „Bester Dance Track“ (Loneliness)
  - 2003: in der Kategorie „Radio Dance Hit“ (Loneliness)
  - 2003: in der Kategorie „Bestes Dance-Album“ (Muc)